# Архангельское (Пермский край)
Архангельское — село в Юсьвинском районе Пермского края, центр Архангельского сельского поселения, находится в 10 километрах от районного центра и в 30 километрах от города Кудымкара на реке Иньва.

## История
Первое упоминание об этом населённом пункте есть в переписи Кайсарова за 1623—1624 гг. В ней говорится о деревне Карпово, которая насчитывала 7 дворов. Своё название Карпово деревня получила от имени первого поселенца Карпа Тулукова. По легенде, плыли по реке Иньве два брата Карп и Захар Тулуковы, искали место, где поселиться. Карпу понравились крутые лесистые берега и он решил именно здесь срубить себе избу, а Захар поплыл дальше. Так появился Карповский починок. К началу 19 века деревня была достаточно большим населённым пунктом с часовней, с торговыми лавками и ежегодными торжками, которые проходили 2 раза в год. В 1837 году было начато строительство церкви в каменном исполнении. Строили храм на средства прихожан мастерами с Нижнего Новгорода. Кирпич выпускали около деревни Дойкар(бывшее чудское городище), где в больших количествах была качественная глина, кварцевый песок и охра. Готовый кирпич мужики таскали на стройку на себе в специальных холщовых мешках. Для прочности в раствор разбивали куриные яйца. Строительство церкви было закончено В 1842 году и освящена как Михайло-Архангельская. Вся церковная утварь куплена на средства С. П. Строгановой. От храма Святого Михаила Архангела село получило новое название — Архангельское.